# United States Maritime Commission
L'United States Maritime Commission (Commission maritime des États-Unis) est une agence exécutive indépendante du gouvernement fédéral américain créée par la loi de 1936 sur la marine marchande, adoptée par le Congrès le 29 juin 1936, remplaçant l'United States Shipping Board crée pendant la Première Guerre mondiale. 
Il était prévu de formuler un programme de construction navale pour concevoir et construire cinq cents cargos marchands modernes pour remplacer les navires de la Première Guerre mondiale constituant alors la majeure partie de la marine marchande des États-Unis, et pour administrer un système de subvention autorisé par la loi pour compenser l'écart de coût entre la construction aux États-Unis et l'exploitation des navires sous pavillon américain. Est également créé le United States Maritime Service (en) (Service maritime des États-Unis), formant des officiers sur les navires de haute mer chargés d'équiper la future nouvelle flotte.

## Chronologie
- 1936: La loi sur la marine marchande abolit la Commission des transports maritimes et établit la Commission maritime
- 1937: Joseph P. Kennedy est nommé par le Président Roosevelt premier responsable de la Commission maritime
- 1938: La Commission maritime autorise la grande flotte marchande
- 1940: La Commission maritime accepte de construire 60 navires marchands de la classe Ocean pour le ministère britannique des transports de guerre
- 1941 Début du programme de construction navale d'urgence (Emergency Shipbuilding program (en))
- 1942: La War Shipping Administration est établie
- 1942: La United States Coast Guard prend le contrôle du Bureau d'inspection et de navigation maritimes
- 1942:  Ouverture de l'Académie de la marine marchande des États-Unis à Kings Point, Long Island, New York
- 1942: Ouverture de la Maine Merchant Marine Academy, nommé plus tard Maine Maritime Academy (en) à Castine, Maine
- 1950: Transfert des fonctions de la Commission maritime au département du Commerce et au MARAD